# 大浦兼武
大浦 兼武（おおうら かねたけ、嘉永3年5月6日〈1850年6月15日〉- 大正7年〈1918年〉9月30日）は、明治・大正期の日本の官僚、政治家。
島根県知事（第10代）、山口県知事（第4代）、熊本県知事（第4代）、宮城県知事（第6代）、警視総監（第12・14代）、貴族院議員（勅選）、逓信大臣（第14代）、農商務大臣（第22・26代）、内務大臣（第24・27代）、大日本武徳会会長を歴任した。

## 経歴
薩摩藩主島津家の分家である宮之城島津家の家臣として生まれる。戊辰戦争では薩摩藩軍に参加し、奥羽方面に出征。
明治維新後は警察官となり、邏卒から累進して明治8年（1875年）、警視庁警部補に昇任。明治10年（1877年）、西南戦争で抜刀隊を率いて功績を挙げた。このとき陸軍中尉兼三等小警部となる。
明治15年（1882年）、大阪府警部長（現在の警察本部長）に就任。明治17年（1884年）に起きた松島事件（陸軍兵士と警察官の乱闘事件）に際しては、軍服姿で双方の上官として現場を鎮定し、評価を高めた。明治21年（1888年）、警保局次長に就任。
明治26年（1893年）以降、島根県・山口県・熊本県・宮城県の知事を歴任。明治31年（1898年）、警視総監に就任。明治33年（1900年）3月19日、貴族院議員に勅選される。
明治36年（1903年）、第1次桂内閣で逓信大臣として初入閣。その後も第2次桂内閣の農商務大臣、第3次桂内閣の内務大臣、第2次大隈内閣の農商務大臣・内務大臣を歴任。立憲同志会の創立にも加わる。
選挙干渉のプロとして「物騒な人物」扱いされていたが、ついに大隈内閣の内相時代に選挙違反の嫌疑で取り調べを受けることになり、そこからかつて第2次桂内閣で農商相だったときに二個師団増設案を通過させるために議員を買収していたことが発覚。これで内相を辞任することになり、政治生命を絶たれることとなった（大浦事件）。
大正4年（1915年）8月3日に貴族院議員を辞職し、翌日に隠居した。
大正7年（1918年）9月30日、神奈川県鎌倉郡長谷の別荘に於いて死去。享年68。墓所は青山霊園(1イ2-25)。
大日本武徳会会長、日英博覧会総裁も務めた。

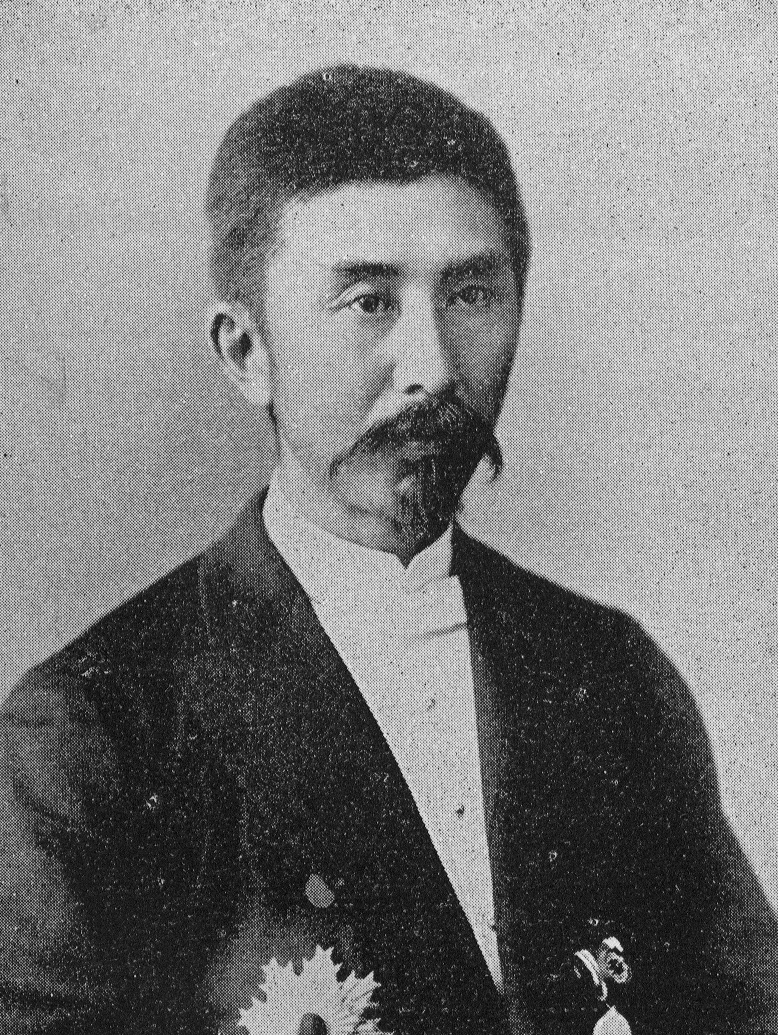
大浦兼武（1898年）
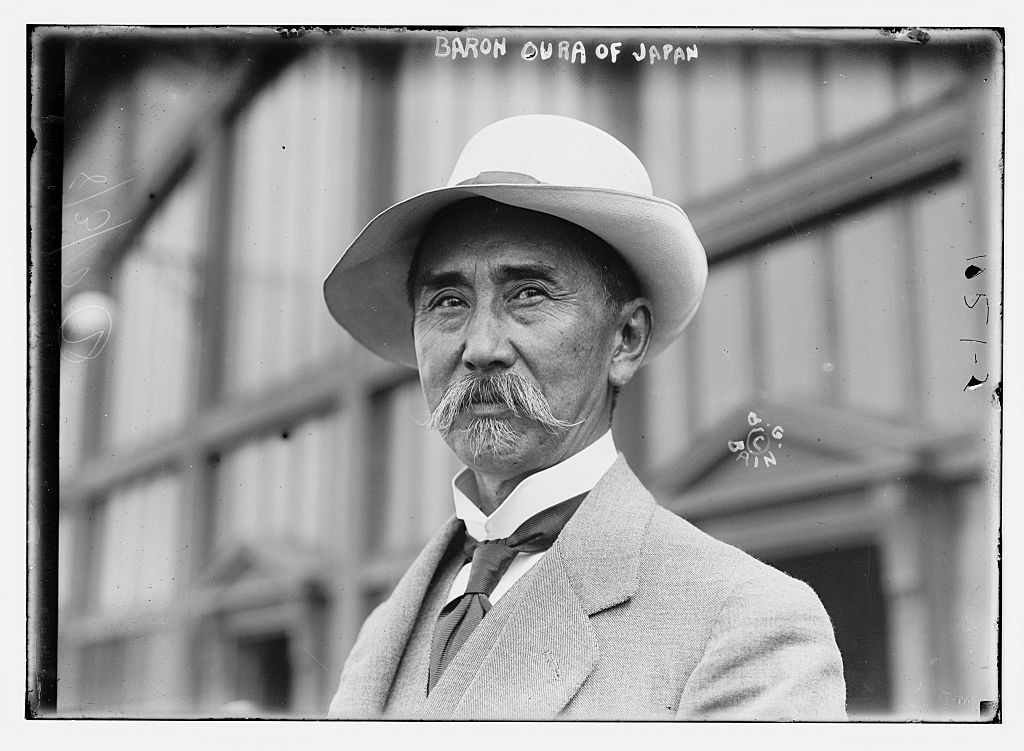
大浦兼武
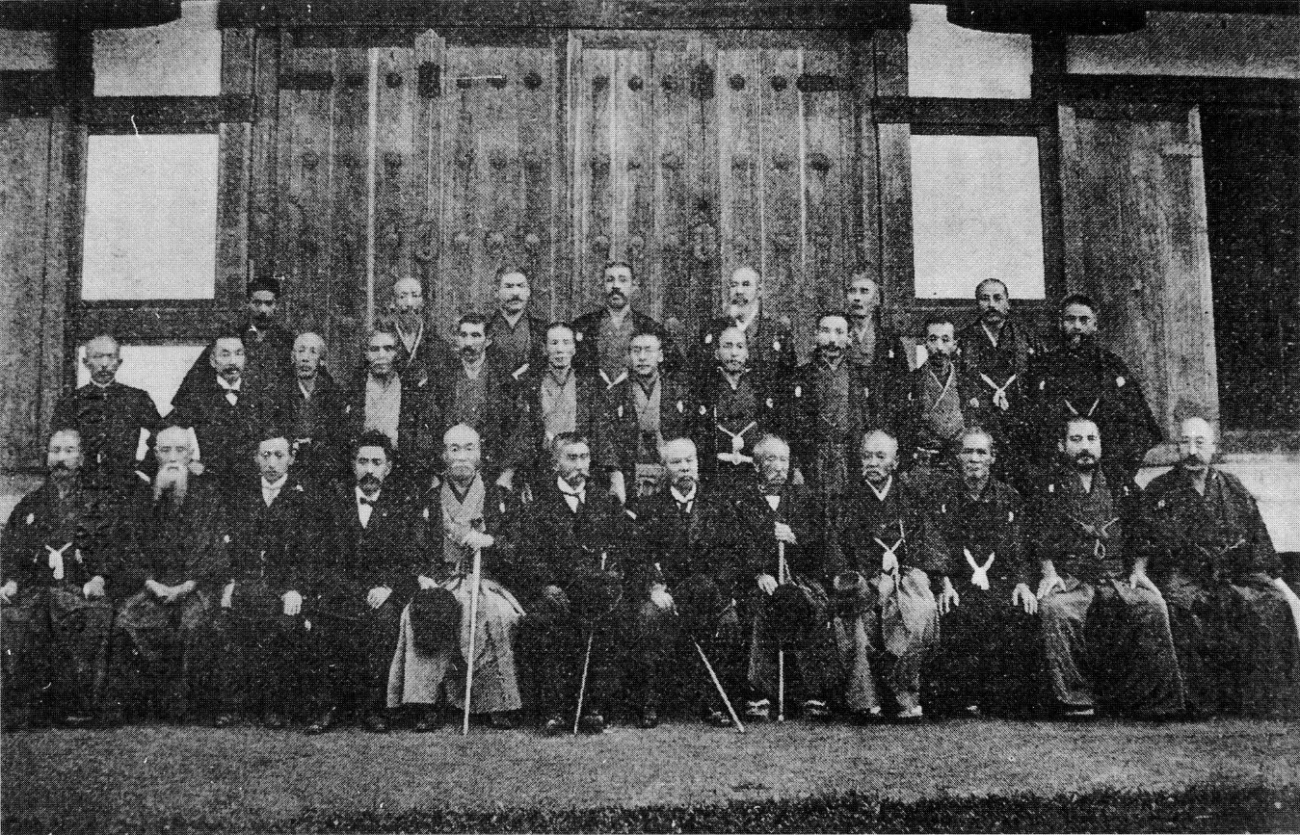
大日本帝国剣道形制定時の集合写真（1912年）
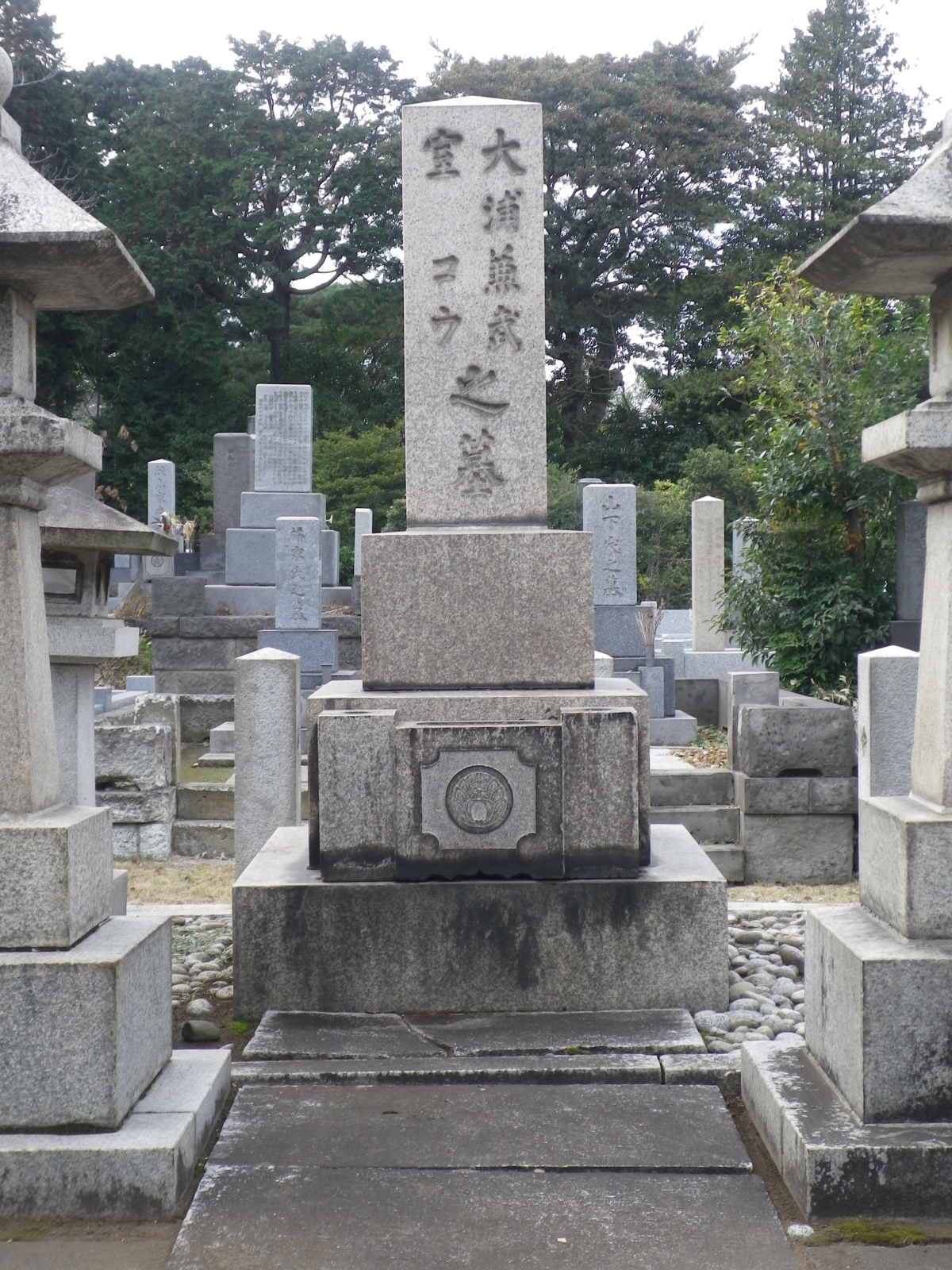
大浦兼武・コウ夫妻の墓
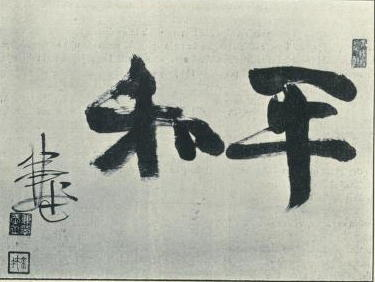
日英博覧会のためにしたためた書。1910年

## 栄典
位階
- 1886年（明治19年）7月8日 - 正七位[7]
- 1891年（明治24年）12月10日 - 従六位[8]
- 1893年（明治26年）4月11日 - 正五位[9]
- 1898年（明治31年）4月30日 - 従四位[10]
- 1900年（明治33年）12月10日 - 正四位[11]
- 1903年（明治36年）10月30日 - 従三位[12]
- 1909年（明治42年）6月11日 - 正三位[13]
- 1918年（大正7年）10月1日 - 従二位[14]

爵位
- 1907年（明治40年）9月21日 - 男爵[15]
- 1911年（明治44年）8月24日 - 子爵[16]

勲章等
| 受章年                     | 略綬 | 勲章名                   | 備考 |
| -------------------------- | ---- | ------------------------ | ---- |
| 1886年（明治19年）5月29日  |      | 勲四等旭日小綬章         |      |
| 1889年（明治22年）11月29日 |      | 大日本帝国憲法発布記念章 |      |
| 1893年（明治26年）12月28日 |      | 勲三等瑞宝章             |      |
| 1904年（明治37年）6月28日  |      | 勲一等瑞宝章             |      |
| 1906年（明治39年）4月1日   |      | 旭日大綬章               |      |
| 1906年（明治39年）4月1日   |      | 明治三十七八年従軍記章   |      |
| 1912年（大正元年）8月1日   |      | 韓国併合記念章           |      |
| 1915年（大正4年）11月10日  |      | 大礼記念章               |      |

外国勲章佩用允許
| 受章年                    | 国籍         | 略綬 | 勲章名                             | 備考 |
| ------------------------- | ------------ | ---- | ---------------------------------- | ---- |
| 1900年（明治33年）2月13日 | ドイツ帝国   |      | 星章付赤鷲第二等勲章               |      |
| 1905年（明治38年）6月27日 | 大韓帝国     |      | 大勲位李花大綬章                   |      |
| 1910年（明治43年）10月8日 | イタリア王国 |      | 聖マウリッツィオ・ラザロ第一等勲章 |      |
| 1910年（明治43年）10月8日 | ロシア帝国   |      | 白鷲勲章                           |      |

## 親族
- 長男：大浦兼一（貴族院子爵議員）[28]